# Гезер Муді
Гезер Муді (англ. Heather Moody, 21 серпня 1973) — американська ватерполістка.
Срібна призерка Олімпійських Ігор 2000 року, бронзова призерка 2004 року.
Чемпіонка світу з водних видів спорту 2003 року.